# 시민과학

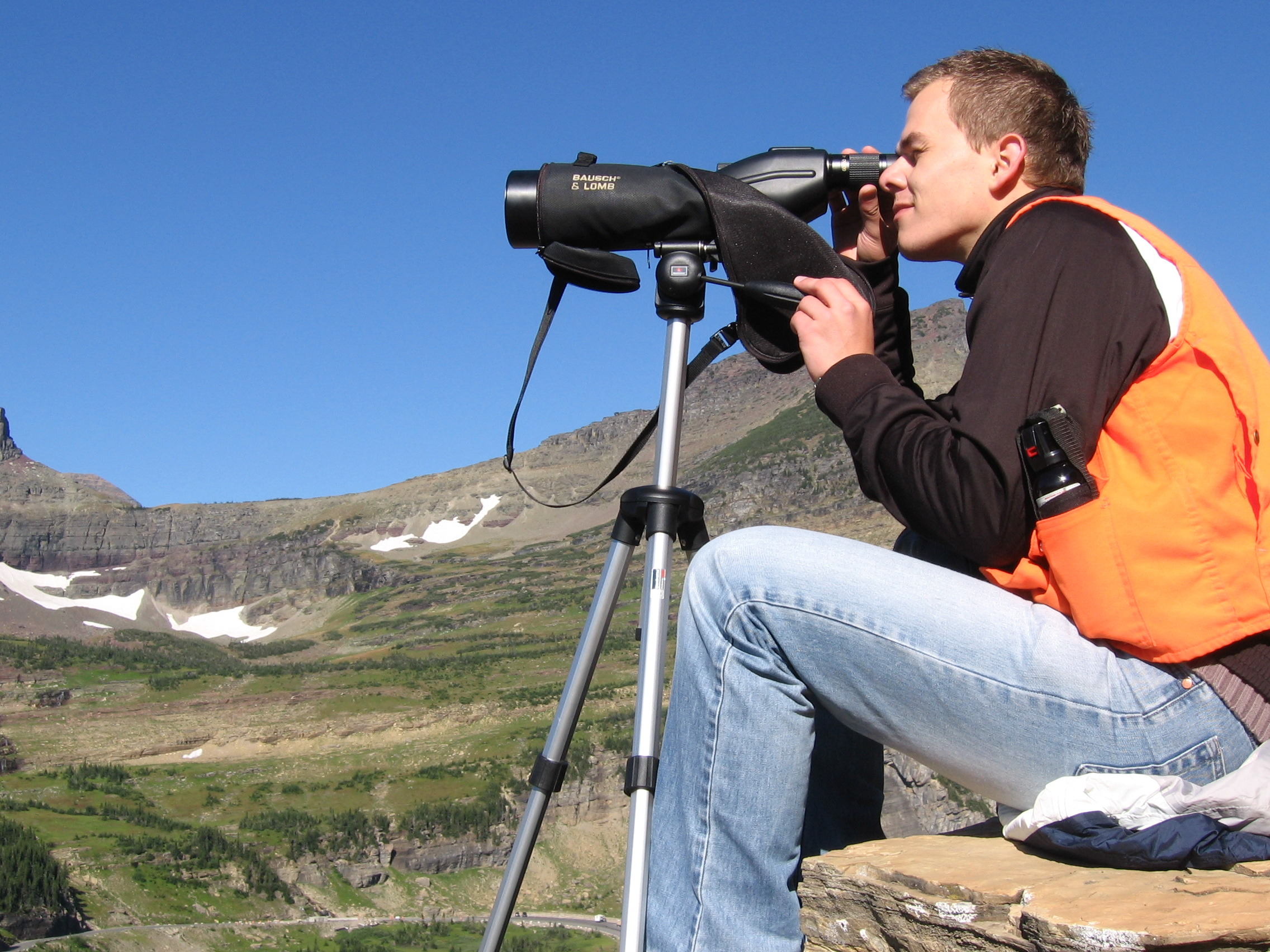
로간 패스 주변의 낭떠러지를 촬영하는 모습.

시민과학(市民科學, citizen science, CS, community science, crowd science, crowd-sourced science, civic science, volunteer monitoring, online citizen science)은 아마추어(전문가가 아닌) 과학자들에 의해 완전히, 또는 부분적으로 수행되는 과학 연구이다.

## 정의
시민과학(CS)이라는 용어는 여러 기원이 있으며 각기 다른 개념을 갖고 있다. 1990년대 중순 Rick Bonney와 영국의 Alan Irwin에 의해 독립적으로 정의되었다.
Alan Irwin은 시민과학에 대해 "대중에게 과학과 과학 정책 과정을 터놓는 필요성을 중시하는 과학 시민권의 발전적 개념"으로 정의하였다. Rick Bonney는 시민과학을 아마추어 조류 관찰자와 같은 자발적으로 과학자들이 기여하는 과학 데이터를 기여하는 프로젝트로 정의하였다. 이는 Irwin의 용어 개념보다 과학 연구의 시민의 역할을 더 축소시킨 것이다.

## 지역 포털
| 국가 또는 지역     | 포털                                                                 |
| ------------------ | -------------------------------------------------------------------- |
| 오스트레일리아     | Australian Citizen Science Association                               |
| 오스트레일리아     | Australian Citizen Science Project Finder                            |
| 오스트리아         | Österreich Forscht                                                   |
| 벨기에 (플랑드르)  | Citizen Science Vlaanderen                                           |
| 캐나다             | Citizen science portal                                               |
| 덴마크             | Citizen Science Portalen                                             |
| 프랑스             | Open                                                                 |
| 독일               | Bürger schaffen Wissen                                               |
| 전 세계            | Scistarter                                                           |
| 전 세계            | Zooniverse: People-powered research                                  |
| 아일랜드           | Environmental Protection Agency                                      |
| 네덜란드, 플랑드르 | EOS Wetenschap                                                       |
| 스코틀랜드         | Citizen Science with TCV.                                            |
| 스페인             | Observatorio De La Ciencia Ciudadana 보관됨 2018-09-27 - 웨이백 머신 |
| 스웨덴             | Arenas for co-operation through citizen science                      |
| 스위스             | Schweiz Forscht                                                      |
| 영국               | UK Environment Observation Framework                                 |
| 미국               | USA Government Official Website                                      |
| 한국               | NATURING                                                             |